# Afrika-Cup 2008/Gruppe D
| Pl. | Land      | Sp. | S | U | N | Tore    | Diff. | Punkte |
| --- | --------- | --- | - | - | - | ------- | ----- | ------ |
| 1.  | Tunesien  | 3   | 1 | 2 | 0 | 005:300 | +2    | 05     |
| 2.  | Angola    | 3   | 1 | 2 | 0 | 004:200 | +2    | 05     |
| 3.  | Senegal   | 3   | 0 | 2 | 1 | 004:600 | −2    | 02     |
| 4.  | Südafrika | 3   | 0 | 2 | 1 | 003:500 | −2    | 02     |

Gruppe D des Afrika-Cups 2008:

## Tunesien – Senegal 2:2 (1:1)
| Tunesien                                   | Tunesien | Senegal | Senegal |
| ------------------------------------------ | --- | --- | ------- |
| Tunesien                                   | \| 1. Spieltag \| \| 23. Januar 2008 in Tamale (Tamale Stadium) \| \| Zuschauer: 12.000 \| \| Schiedsrichter: Yūichi Nishimura ( Japan) \| | \| 1. Spieltag \| \| 23. Januar 2008 in Tamale (Tamale Stadium) \| \| Zuschauer: 12.000 \| \| Schiedsrichter: Yūichi Nishimura ( Japan) \| | Senegal |
| Tunesien                                   | Hamdi Kasraoui – Chaker Zouaghi (79. Mehdi Ben Dhifallah), Radhouène Felhi, Wissam El Bekri, Karim Haggui – Issam Jemâa (87. Yassin Mikari), Mejdi Traoui, Radhi Jaïdi, Jawhar Mnari – Yassine Chikhaoui, Francileudo Santos (63. Kamel Zaiem) Cheftrainer: Roger Lemerre ( Frankreich) | Tony Sylva – Habib Beye, Souleymane Diawara, Guirane N’Daw, Ibrahima Faye – Ousmane N’Doye (63. Papa Bouba Diop), Frédéric Mendy (60. Henri Camara), Diomansy Kamara, Bayal Sall – El Hadji Diouf, Mamadou Niang Cheftrainer: Henryk Kasperczak ( Polen) | Senegal |
| Tunesien                                   | 1:0 Issam Jemâa (9.) 2:2 Mejdi Traoui (82.) | 1:1 Bayal Sall (45.+1') 1:2 Diomansy Kamara (66.) | Senegal |
| Tunesien                                   | Francileudo Dos Santos (49.), Mejdi Traoui (56.), Kamel Zaiem (72.) | Frédéric Mendy (24.), Diomansy Kamara (89.) | Senegal |
| 1. Spieltag                                | | |         |
| 23. Januar 2008 in Tamale (Tamale Stadium) | | |         |
| Zuschauer: 12.000                          | | |         |
| Schiedsrichter: Yūichi Nishimura ( Japan)  | | |         |

## Südafrika – Angola 1:1 (0:1)
| Südafrika                                  | Südafrika | Angola | Angola |
| ------------------------------------------ | --- | --- | ------ |
| Südafrika                                  | \| 1. Spieltag \| \| 23. Januar 2008 in Tamale (Tamale Stadium) \| \| Zuschauer: 15.000 \| \| Schiedsrichter: Koman Coulibaly ( Mali) \| | \| 1. Spieltag \| \| 23. Januar 2008 in Tamale (Tamale Stadium) \| \| Zuschauer: 15.000 \| \| Schiedsrichter: Koman Coulibaly ( Mali) \|                                         | Angola |
| Südafrika                                  | Moeneeb Josephs – Benson Mhlongo, Nasief Morris, Aaron Mokoena, Tsepo Masilela – Bryce Moon, Surprise Moriri (46. Thembinkosi Fanteni), Siphiwe Tshabalala (46. Lerato Chabangu), Steven Pienaar (71. Elrio van Heerden), Teko Modise – Sibusiso Zuma Cheftrainer: Carlos Alberto Parreira ( Brasilien) | Lamá – Marco Airosa, Kali, Jamba, Rui Marques – Figueiredo (54. Zé Kalanga), André Macanga, Gilberto, Mendonça (88. Locô) – Manucho, Flávio Cheftrainer: Luís Oliveira Gonçalves | Angola |
| Südafrika                                  | 1:1 Elrio van Heerden (87.) | 0:1 Manucho (29.) | Angola |
| Südafrika                                  | Aaron Mokoena (69.), Bryce Moon (78.) | Marco Airosa (80.) | Angola |
| 1. Spieltag                                | | |        |
| 23. Januar 2008 in Tamale (Tamale Stadium) | | |        |
| Zuschauer: 15.000                          | | |        |
| Schiedsrichter: Koman Coulibaly ( Mali)    | | |        |

## Senegal – Angola 1:3 (1:0)
| Senegal                                     | Senegal | Angola | Angola |
| ------------------------------------------- | --- | --- | ------ |
| Senegal                                     | \| 2. Spieltag \| \| 27. Januar 2008 in Tamale (Tamale Stadium) \| \| Zuschauer: 10.000 \| \| Schiedsrichter: Djamel Haimoudi ( Algerien) \| | \| 2. Spieltag \| \| 27. Januar 2008 in Tamale (Tamale Stadium) \| \| Zuschauer: 10.000 \| \| Schiedsrichter: Djamel Haimoudi ( Algerien) \|                                                | Angola |
| Senegal                                     | Tony Sylva – Abdoulaye Faye, Guirane N’Daw (84. Modou Sougou), Souleymane Diawara, Habib Beye – Bayal Sall, Diomansy Kamara (70. Henri Camara), Frédéric Mendy (63. Babacar Guèye), Papa Bouba Diop – Mamadou Niang, El Hadji Diouf Cheftrainer: Henryk Kasperczak ( Polen) | Lamá – Marco Airosa, Kali, Yamba Asha, Rui Marques – Zé Kalanga, André Macanga, Gilberto (83. Mateus), Maurito (73. Dedé) – Manucho (88. Locô), Flávio Cheftrainer: Luís Oliveira Gonçalves | Angola |
| Senegal                                     | 1:0 Abdoulaye Faye (20.) | 1:1 Manucho (50.) 1:2 Manucho (67.) 1:3 Flávio (78.) | Angola |
| Senegal                                     | Abdoulaye Faye (34.), Bayal Sall (52.), Habib Beye (66.), Souleymane Diawara (85.) | Flávio (30.), André Macanga (81.) | Angola |
| 2. Spieltag                                 | | |        |
| 27. Januar 2008 in Tamale (Tamale Stadium)  | | |        |
| Zuschauer: 10.000                           | | |        |
| Schiedsrichter: Djamel Haimoudi ( Algerien) | | |        |

## Tunesien – Südafrika 3:1 (3:0)
| Tunesien                                   | Tunesien | Südafrika | Südafrika |
| ------------------------------------------ | --- | --- | --------- |
| Tunesien                                   | \| 2. Spieltag \| \| 27. Januar 2008 in Tamale (Tamale Stadium) \| \| Zuschauer: 12.000 \| \| Schiedsrichter: Kokou Djaoupe ( Togo) \| | \| 2. Spieltag \| \| 27. Januar 2008 in Tamale (Tamale Stadium) \| \| Zuschauer: 12.000 \| \| Schiedsrichter: Kokou Djaoupe ( Togo) \| | Südafrika |
| Tunesien                                   | Hamdi Kasraoui – Chaouki Ben Saada, Saber Frej, Mehdi Nafti, Karim Haggui – Yassin Mikari, Mejdi Traoui, Radhi Jaïdi, Jawhar Mnari (76. Chaker Zouaghi) – Yassine Chikhaoui (81. Issam Jemâa), Francileudo Silva dos Santos (66. Mehdi Ben Dhifallah) Cheftrainer: Roger Lemerre ( Frankreich) | Moeneeb Josephs – Tsepo Masilela (62. Brett Evans), Aaron Mokoena, Nasief Morris, Benson Mhlongo – Bryce Moon, Teko Modise, Lerato Chabangu (46. Elrio van Heerden), Thembinkosi Fanteni (60. Katlego Mphela) – Steven Pienaar, Sibusiso Zuma Cheftrainer: Carlos Alberto Parreira ( Brasilien) | Südafrika |
| Tunesien                                   | 1:0 Francileudo Silva dos Santos (8.) 2:0 Chaouki Ben Saada (32.) 3:0 Francileudo Silva dos Santos (34.) | 3:1 Katlego Mphela (87.) | Südafrika |
| Tunesien                                   | Saber Frej (52.) | | Südafrika |
| 2. Spieltag                                | | |           |
| 27. Januar 2008 in Tamale (Tamale Stadium) | | |           |
| Zuschauer: 12.000                          | | |           |
| Schiedsrichter: Kokou Djaoupe ( Togo)      | | |           |

## Tunesien – Angola 0:0
| Tunesien                                   | Tunesien | Angola | Angola |
| ------------------------------------------ | --- | --- | ------ |
| Tunesien                                   | \| 3. Spieltag \| \| 31. Januar 2008 in Tamale (Tamale Stadium) \| \| Schiedsrichter: Coffi Codjia ( Benin) \| | \| 3. Spieltag \| \| 31. Januar 2008 in Tamale (Tamale Stadium) \| \| Schiedsrichter: Coffi Codjia ( Benin) \|                                                                                  | Angola |
| Tunesien                                   | Hamdi Kasraoui – Mehdi Nafti, Radhi Jaïdi (74. Radhouène Felhi), Karim Haggui, Saber Ben Frej – Chaker Zouaghi, Yassin Mikari, Kamel Zaiem (66. Mehdi Ben Dhifallah), Jawhar Mnari – Amine Chermiti, Issam Jemâa (80. Yassine Chikhaoui) Cheftrainer: Roger Lemerre ( Frankreich) | Lamá – Marco Airosa (69. Locô), Kali, Yamba Asha, Rui Marques – Gilberto, André Macanga, Maurito (59. Mateus), Zé Kalanga (83. Mendonça) – Manucho, Flávio Cheftrainer: Luís Oliveira Gonçalves | Angola |
| Tunesien                                   | Radhi Jaïdi (13.), Issam Jemâa (76.) | | Angola |
| 3. Spieltag                                | | |        |
| 31. Januar 2008 in Tamale (Tamale Stadium) | | |        |
| Schiedsrichter: Coffi Codjia ( Benin)      | | |        |

## Senegal – Südafrika 1:1 (1:1)
| Senegal                                       | Senegal | Südafrika | Südafrika |
| --------------------------------------------- | --- | --- | --------- |
| Senegal                                       | \| 3. Spieltag \| \| 31. Januar 2008 in Kumasi (Baba-Yara-Stadion) \| \| Schiedsrichter: Alex Kotey ( Ghana) \| | \| 3. Spieltag \| \| 31. Januar 2008 in Kumasi (Baba-Yara-Stadion) \| \| Schiedsrichter: Alex Kotey ( Ghana) \| | Südafrika |
| Senegal                                       | Bouna Coundoul – Lamine Diatta, Souleymane Diawara, Ibrahima Faye, Abdoulaye Faye – Papa Bouba Diop (52. Babacar Guèye), Papa Malick Ba, Bayal Sall, Diomansy Kamara (84. Modou Sougou) – Mamadou Niang (61. Papa Waigo N’Diaye), Henri Camara Cheftrainer: Lamine N’Diaye | Moeneeb Josephs – Bryce Moon (80. Lance Davids), Aaron Mokoena, Nasief Morris, Tsepo Masilela – Teko Modise, Siphiwe Tshabalala, Elrio van Heerden, Kagisho Dikgacoi – Surprise Moriri (71. Lerato Chabangu), Sibusiso Zuma Cheftrainer: Carlos Alberto Parreira ( Brasilien) | Südafrika |
| Senegal                                       | 1:1 Henri Camara (37.) | 0:1 Elrio van Heerden (14.) | Südafrika |
| Senegal                                       | Bayal Sall (31.), Papa Malick Ba (40.), Babacar Guèye (83.) | Siphiwe Tshabalala (50.) | Südafrika |
| 3. Spieltag                                   | | |           |
| 31. Januar 2008 in Kumasi (Baba-Yara-Stadion) | | |           |
| Schiedsrichter: Alex Kotey ( Ghana)           | | |           |